# Vasco Mariz
Vasco Mariz (Rio de Janeiro, 22 gennaio 1921 – Rio de Janeiro, 16 giugno 2017) è stato uno storico, musicologo, diplomatico e saggista brasiliano.

## Biografia
Ricevette la sua formazione musicale al Conservatorio Brasiliano di Musica e si laureò in giurisprudenza all'Università del Brasile, nel 1943; due anni più tardi incominciò la sua carriera diplomatica. Concluse un corso di perfezionamento in storia diplomatica nel 1947, quindi fu nominato viceconsole a Porto. Successivamente prestò servizio in diversi ruoli e incarichi a Rosario, a Napoli, a Washington, a New York, a Roma, fino a raggiungere il grado di ministro nel 1967, promosso per meriti, e di ambasciatore nel 1971, chiamato a rappresentare il Brasile in Ecuador e successivamente in Israele, Perù e Germania Est. Fu collocato a riposo nel 1987.
Nella sua carriera diplomatica prima di divenire ambasciatore fu delegato brasiliano presso vari organismi internazionali, come l'ONU, la FAO, l'Organizzazione degli Stati americani, il GATT, l'UNESCO - e in diverse occasioni tali rappresentanze ebbero chiari propositi culturali, nelle aree della storia, del folclore, dell'arte e della musica. Fu a capo del dipartimento culturale del ministero degli esteri brasiliano.
Il suo impegno in ambito culturale fu intenso; a partire dalla pubblicazione nel 1948 del libro Figuras da música brasileira contemporânea non cessò di offrire importanti contributi nel campo della musicologia e della storia del Brasile.
Fu socio emerito dell'Instituto Histórico e Geográfico Brasileiro, del PEN Club del Brasile e dell'Academia Brasileira de Música, di cui fu nominato presidente nel 1991, membro del Consiglio Tecnico della Confederazione Nazionale del Commercio e di altre istituzioni nazionali e straniere come il Consiglio Interamericano di Musica, di cui fu presidente. Fu consigliere del Museo nazionale delle belle arti.
Morì a 96 anni all'Hospital Samaritano di Rio de Janeiro, vittima di una polmonite.

## Pubblicazioni
- A canção de câmara no Brasil, 6ª ed., 2002
- Heitor Villa-Lobos, o homem e a obra, 12ª ed., 2004
- Dicionário Biográfico Musical, 3ª ed., 1991
- A canção popular brasileira, 7ª ed., 2002
- História da Música no Brasil, 8ª ed., 2012
- Três Musicólogos Brasileiros, 1983, su Mário de Andrade, Renato Almeida e Luiz Heitor Corrêa de Azevedo
- Cláudio Santoro, 1994
- Antônio Houaiss, uma vida (a cura di), 1995
- Francisco Mignone: O homem e a Obra (a cura di), 1997
- Autore di 1.500 voci per il Grande Dicionário da Língua Portuguesa, di Antonio Houaiss (1998)
- Música clássica brasileira, 2002
- Ribeiro Couto, 30 anos de saudade (a cura di), 1991
- Ribeiro Couto - Maricota, Baianinha e outras mulheres (a cura di), 2001 - antologia di racconti
- Ribeiro Couto no seu centenário, 1998
- con Lucien Provençal, Villegagnon e a França Antártica, 1999
- Vida musical, 4ª série, 1997
- Mini-enciclopédia internacional - Dicionário Carlos Aulete Essencial, 2009
- Ensaios históricos, 2004
- Brasil/França - relações históricas no período colonial (a cura di), 2006
- con Lucien Provençal, Os Franceses no Maranhão: La Ravardière e a França Equinocial, 2007
- A música no Rio de Janeiro no tempo de D.João VI, 2008
- Temas da política internacional, 2008 - memorie
- Cartas de Villegagnon e textos correlatos (a cura di), 2009
- Depois da Glória, 2012
- Nos bastidores da diplomacia, 2013
- Os franceses na Guanabara, 2015
- Pelos caminhos da história, 2015
- Ribeiro Couto: 50 anos de saudades, 2015
- Retratos do Império, 2016
- Retratos da Republica, 2017

## Riconoscimenti
- Prêmio José Veríssimo dell'Academia Brasileira de Letras (1983)
- Tribute to Vasco Mariz, articolo di Robert Stevenson sulla rivista musicale Inter-American Music Review, di Los Angeles, (volume 13, n° 2)
- Gran Premio della Critica (2000) dell'Associação Paulista dos Críticos de Arte (APCA), per l'insieme della sua opera musicologica
- Premio Clio di storia dell'Academia Paulista de História (2007)
- Personalità Musicale del 2009 conferito dall'Associação Paulista de Críticos de Arte (APCA)
- Premio Ars Latina, Romania (2010)
- Miglior saggio dell'anno secondo il PEN Clube do Brasil per il libro "Depois da Glória" (2013)
- Membro dell'Academia Carioca de Letras (2016)